# 치악산 드림랜드
치악산 드림랜드는 대한민국의 강원도 원주시 소초면 구룡사로 47 (학곡리)에 있는 테마파크였다. 서울특별시에 드림랜드라는 이름으로 테마파크를 운영하던 기업이 강원도에 시설물을 기부채납하고 토지를 임대하여 1996년 설치하였고 서울 드림랜드의 경영이 어려워지자 서울 부지를 서울특별시에 매각하고 본사도 이 곳으로 옮겼다. 강원도의 토지임대계약 연장 거부로 폐업하였으며, 현재 뚜렷하게 부지가 활용되고 있지 않다.

## 연혁
- 1996년 치악산 드림랜드 개시.
- 2013년 테마파크 운영자가 원주어메리칸드림랜드으로 테마파크명 변경.
- 2015년 10월 28일 폐업

## 같이 보기
- 원주시
- 북서울 꿈의숲: 원래 드림랜드가 있던 곳에 들어선 시설
- 드림랜드 (서울특별시)